# Дани Врања
Дани Врања је манифестација која се одржава у Врању сваке кодине почетком септембра. Поред традиционалних презентација хране врањског краја и пратећег програма врањских културних установа, ту је и нови – демонстрациони концепт Етно-сајма, планинарски маратон, као и међународни рели олдтајмера „Лагано јужном Србијом“. За седам дана трајања, ову манифестацију посети преко 40.000 посетилаца што из Србије, што из иностранства и тиме је сврстава у врх туристичких приредби у Србији.